# Lithocarpus garrettianus
Lithocarpus garrettianus là một loài thực vật có hoa trong họ Cử. Loài này được (Craib) A.Camus mô tả khoa học đầu tiên năm 1931.